# Deuben (Teuchern)
Deuben ist ein Ortsteil der Einheitsgemeinde Stadt Teuchern im Burgenlandkreis in Sachsen-Anhalt (Deutschland).

## Geografie
Deuben liegt zwischen Weißenfels und Zeitz an der Nödlitz. Als Ortsteile der Ortschaft sind Deuben (mit Tackau), Naundorf (mit Grube Paul II) sowie Wildschütz (mit Nödlitz) ausgewiesen.

## Geschichte
Der Ort wurde im Jahr 1071 erstmals urkundlich erwähnt; 1300 ist der Ort im Zinsregister Weißenfels genannt.
Bis zum 30. Juni 2007 war Deuben Mitglied der Verwaltungsgemeinschaft Zeitzer Land.
Aus der Stadt Teuchern und den Gemeinden Deuben, Gröben, Gröbitz, Krauschwitz, Nessa, Prittitz und Trebnitz wurde zum 1. Januar 2011 per Gesetz die Einheitsgemeinde Stadt Teuchern gebildet. Mit Bildung der neuen Stadt wurden die an der Neubildung beteiligte Stadt und die beteiligten Gemeinden aufgelöst. Außerdem hörte die Verwaltungsgemeinschaft Vier Berge-Teucherner Land, in der alle vereinigten Gemeinden organisiert waren, auf zu existieren.

## Sehenswürdigkeiten

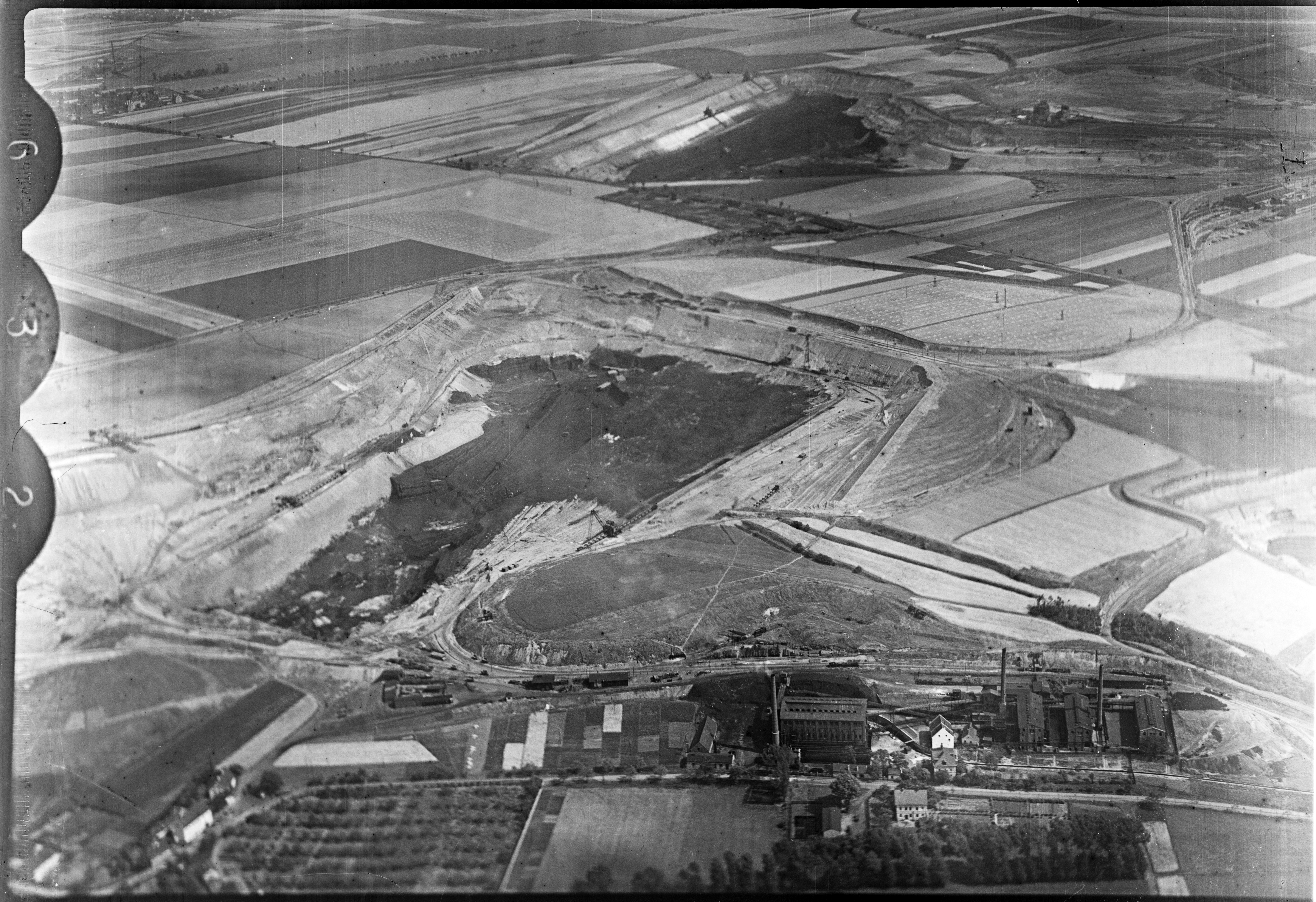
Grube Anna-Antonie mit Schwelerei bei Deuben um 1930

- In der ehemaligen Schule in Deuben befindet sich ein Bergbaumuseum.
- Fachwerkhäuser, Bauernhöfe und Kirchen in Deuben und den Ortsteilen

Die Kulturdenkmale von Deuben sind im örtlichen Denkmalverzeichnis ausgewiesen.

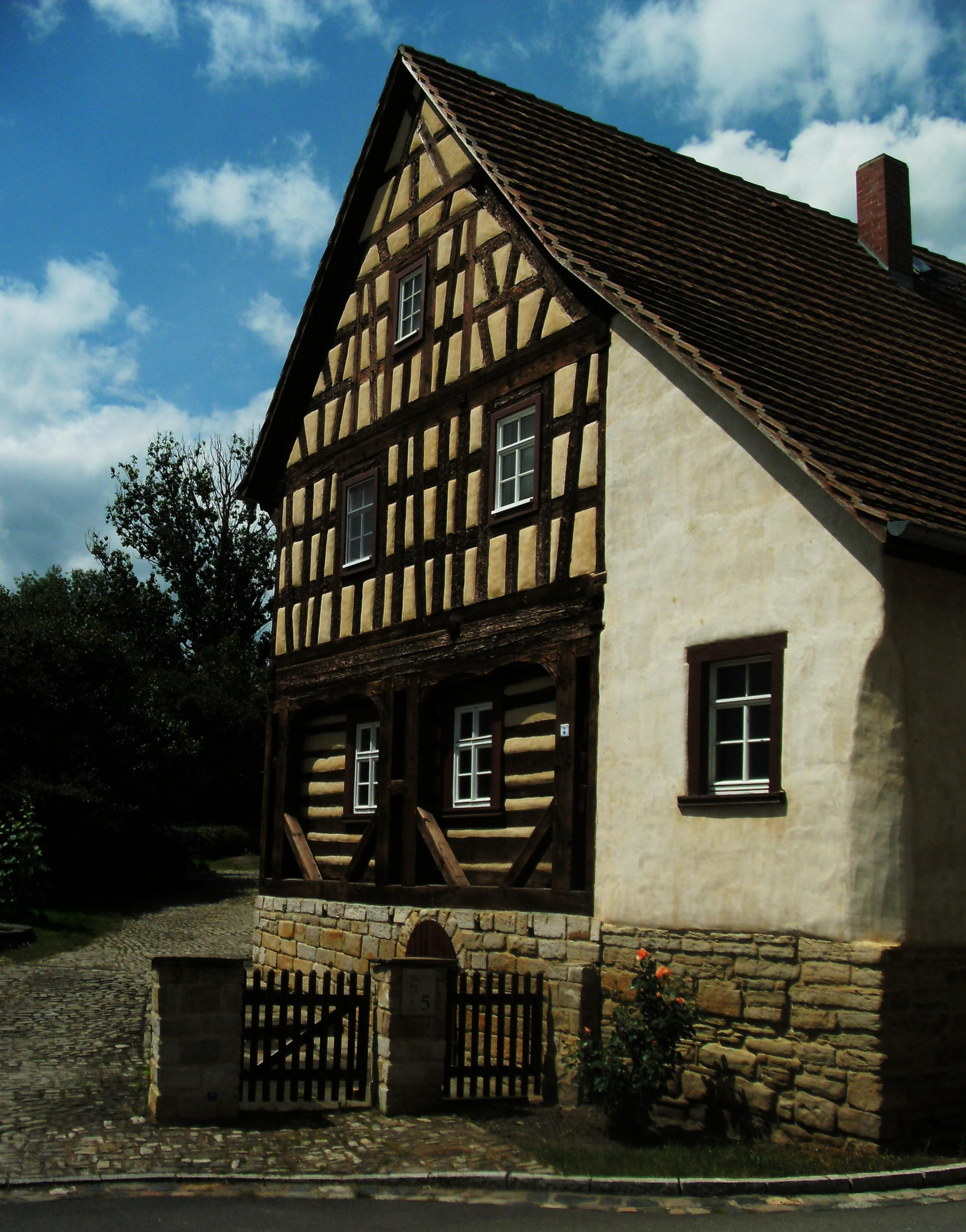
Umgebindehaus in Wildschütz (1789)
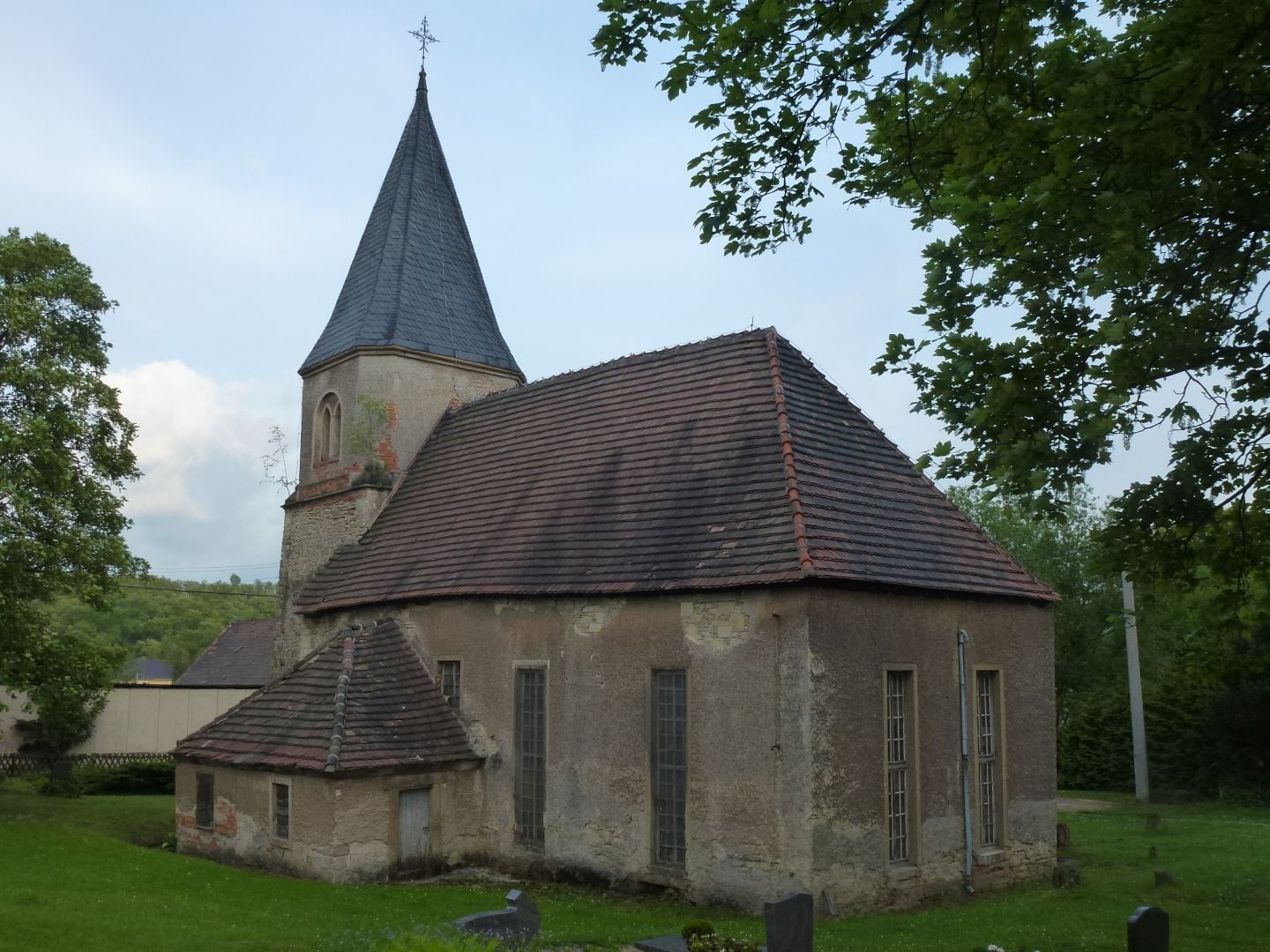
Kirche in Wildschütz
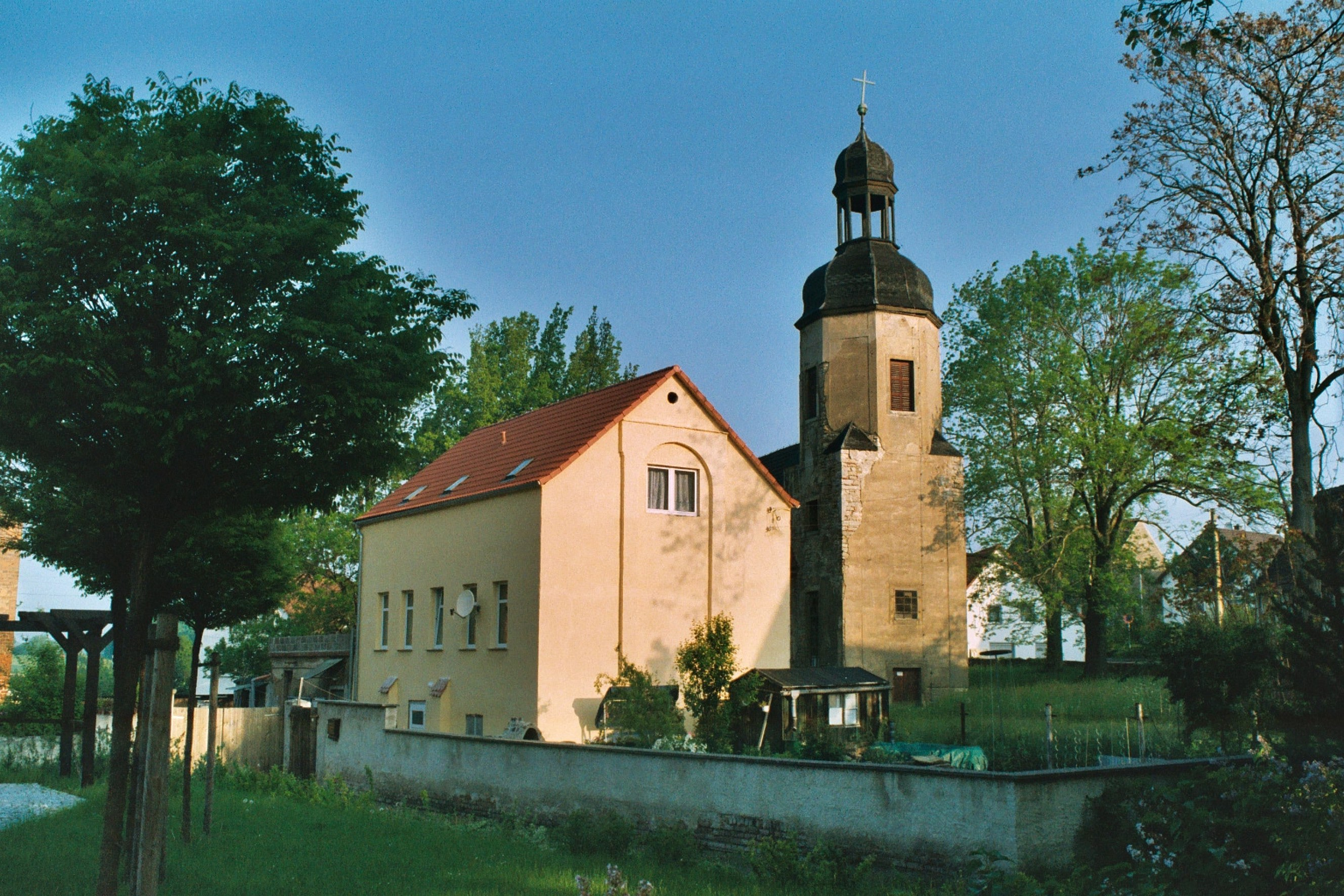
Kirche in Naundorf
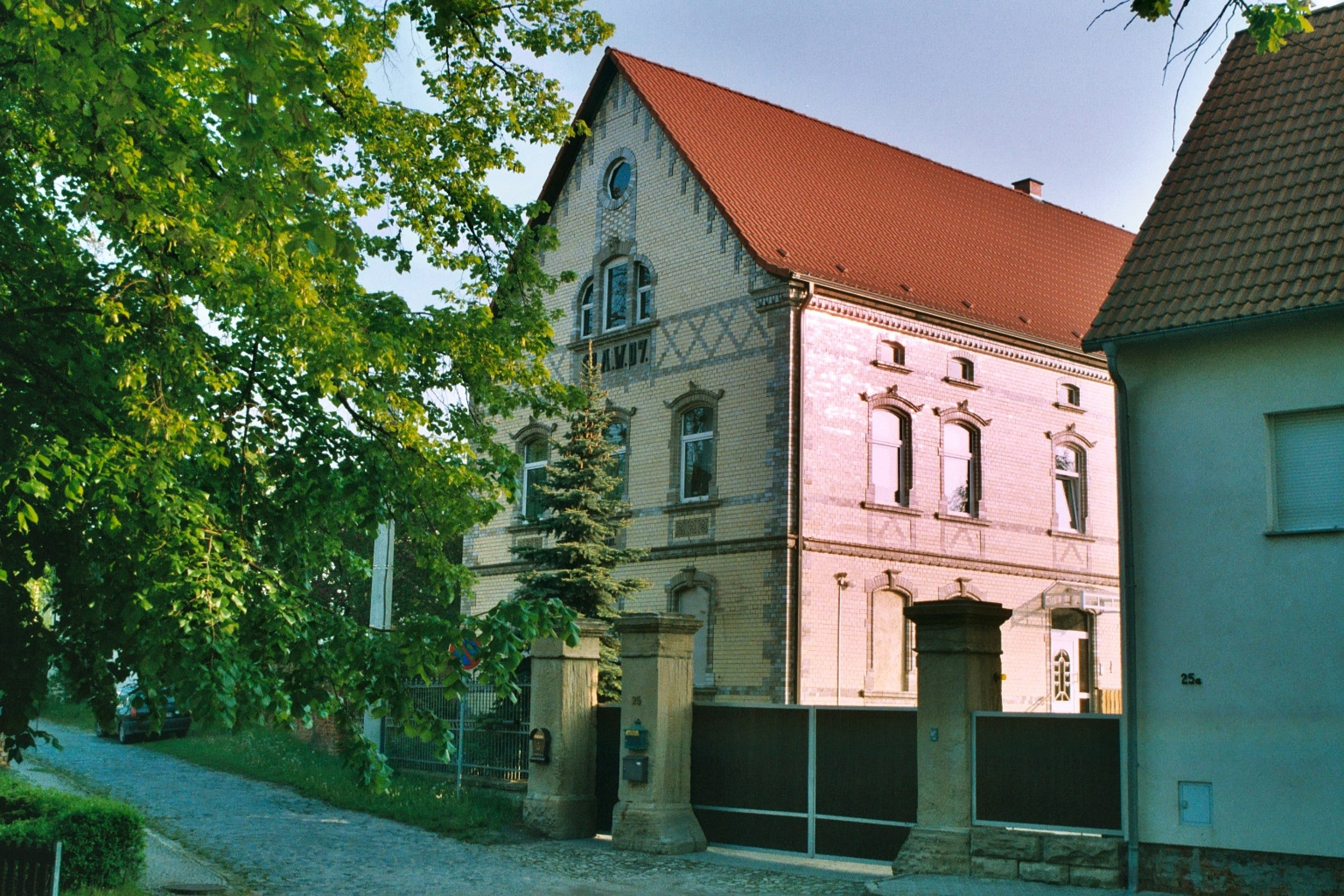
Bauernhof in Naundorf
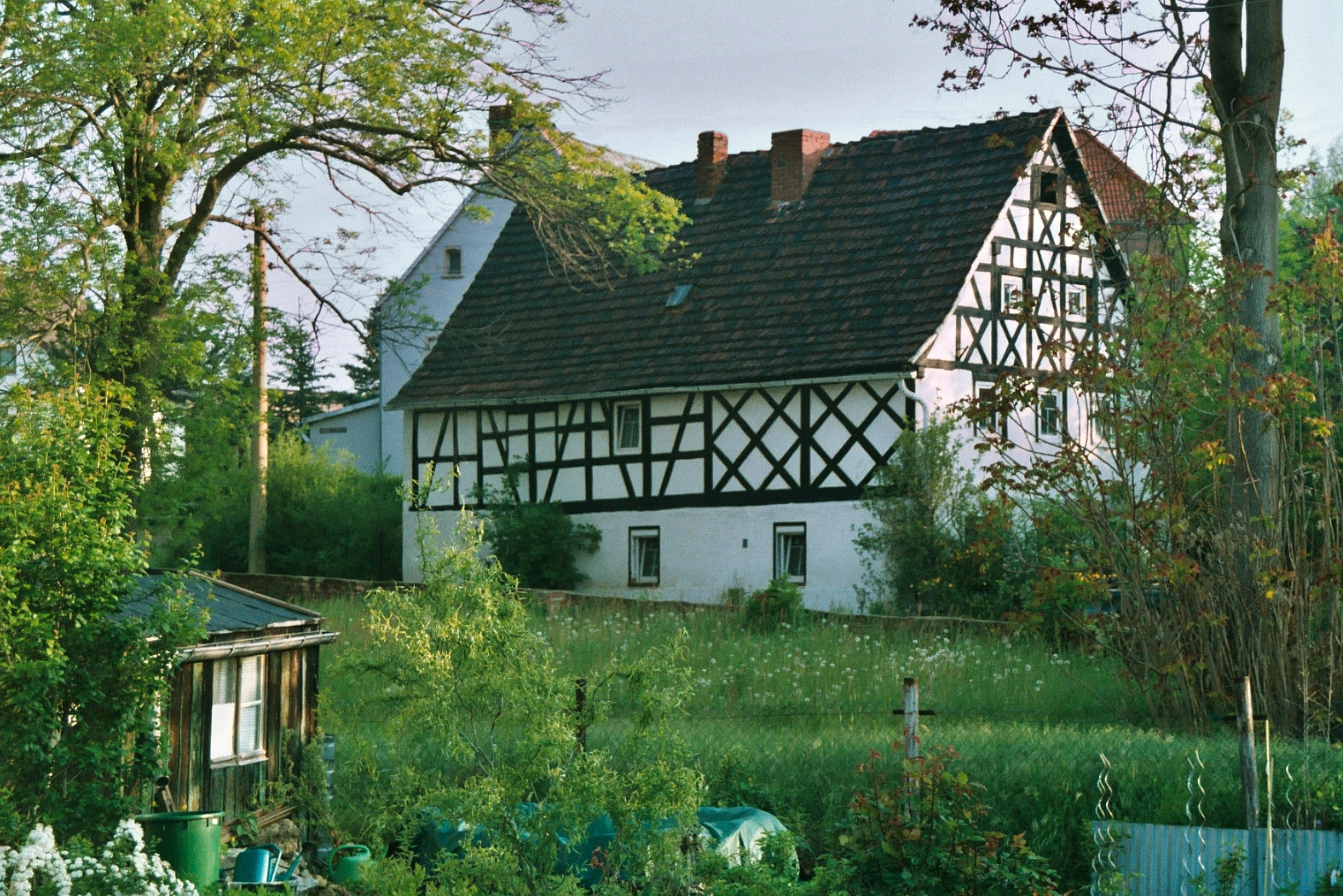
Ortslage in Naundorf

## Wirtschaft und Infrastruktur
Die Gemeinde wurde lange durch den Bergbau geprägt. Der größte Arbeitgeber im Ort war die MIBRAG, die das Industriekraftwerk Deuben betrieb, was im Dezember 2021 abgeschaltet wurde.

### Verkehrsanbindung
Die Bundesstraße 91 von Weißenfels nach Zeitz führt direkt durch Deuben.
Der Bahnhof Deuben liegt an der Bahnstrecke Weißenfels–Zeitz. Auf dieser Strecke fahren stündlich Regionalbahnen der Linie RB 76 betrieben von DB Regio Südost.
Halle (Saale) ist in rund 60 Minuten erreichbar. Bis 1998/99 bestand über die Bahnstrecke Großkorbetha–Deuben Anschluss in Richtung Hohenmölsen.

## Sport
Die Fußballmannschaft des SV Schwarz-Gelb Deuben spielt in der Kreisliga.

## Persönlichkeiten
- Christian Friedrich Fritzsche (* 1776 in Naundorf bei Zeitz; † 1850 in Zürich), protestantischer Theologe und Sohn von Pfarrer Johann Andreas Fritzsche (1727–1804)
- Heinrich August Freiherr von Helldorff (* 1794 in Nödlitz; † 1862 in Weißenfels), preußischer Generalmajor
- Herbert Ahlendorf (* 1915 in Deuben), Dirigent, Komponist und Hochschullehrer in Berlin[4]
- Arthur Conrad (* 1910 in Deuben; † 1948 in Hameln), im Kommandanturstab des KZ Ravensbrück tätig